# IC 2032
IC 2032 est une petite galaxie irrégulière de type magellanique, vue par la tranche et située dans la constellation de la Dorade. Sa vitesse par rapport au fond diffus cosmologique est de 1 047 ± 7 km/s, ce qui correspond à une distance de Hubble de 15,4 ± 1,1 Mpc (∼50,2 millions d'al). Elle a été découverte par l'astronome américain DeLisle Stewart en 1899.
La classe de luminosité de IC 2032 est V-VI et elle présente une large raie HI.
En raison d'une brillance de surface égale à 14,22 mag/am2, on peut qualifier IC 2032 de galaxie à faible brillance de surface (LSB en anglais pour low surface brightness). Les galaxies LSB sont des galaxies diffuses (D) avec une brillance de surface inférieure de moins d'une magnitude à celle du ciel nocturne ambiant.
À ce jour, une mesure non basée sur le décalage vers le rouge (redshift) donne une distance d'environ 13,400 Mpc (∼43,7 millions d'al). Cette valeur est légèrement à l'extérieur des valeurs de la distance de Hubble.

## Groupe de NGC 1566 et groupe de la Dorade
Selon une étude publiée en 2005 par Kilborn et al., IC 2032 fait partie du groupe de NGC 1566. Ce groupe comprend au moins 23 autres galaxies dont IC 2049, NGC 1536, NGC 1543, NGC 1533, IC 2038, NGC 1546, IC 2058, NGC 1566, NGC 1596, NGC 1602, NGC 1515, NGC 1522, IC 2085, NGC 1549, NGC 1553, NGC 1574, NGC 1581, NGC 1617. Le groupe de NGC 1566 fait partie d'un groupe plus vaste, le groupe de la Dorade.